# Logan Miller
Logan Miller (Englewood, 18 de fevereiro de 1992) é um ator, guitarrista e cantor de rock estadunidense. Nasceu em Englewood, no Colorado, USA. Atualmente mora em Los Angeles. É mais conhecido por interpretar Tripp Campbell na série I'm in the Band (no Brasil, Uma Banda Lá Em Casa). 

## Filmografia
| Televisão | Televisão        | Televisão      | Televisão    |
| Ano       | Título           | Papel          | Notas        |
| --------- | ---------------- | -------------- | ------------ |
| 2005      | General Hospital | Leon           |              |
| 2007      | Weeds            | Tyler          |              |
| 2009      | Phineas e Ferb   | Ferb           |              |
| 2010      | I'm in the Band  | Tripp Campbell | Principal    |
| 2016      | The Walking Dead | Benjamin       | 7ª Temporada |

 2016
 The Good Neighbor
 Ethan

| Filmes | Filmes                                | Filmes                                | Filmes                     |
| Ano    | Título                                | Papel                                 | Notas                      |
| ------ | ------------------------------------- | ------------------------------------- | -------------------------- |
| 2009   | As minhas adoráves ex-namoradas       | Louis adolescente                     |                            |
| 2009   | Arthur and the revenge of Maltazard   | Arthur                                |                            |
| 2011   | Batman The Comedy                     | Robin                                 | Filme de Comédia do Batman |
| 2012   | Would You Rather                      | Raleigh                               |                            |
| 2013   | Night Moves                           | Dylan                                 |                            |
| 2013   | +1                                    | Teddy                                 |                            |
| 2015   | Escoteiros vs. Zumbis                 | Carter                                |                            |
| 2015   | The Stanford Prison Experiment (film) | Jerry                                 |                            |
| 2015   | Take Me to the River                  | Ryder / 2016 The Good Neighbor- Ethan |                            |
| 2017   | Before I Fall                         | Kent                                  |                            |
| 2018   | Com amor, Simon                       | Martin                                |                            |
| 2019   | Escape Room                           | Ben Miller                            |                            |
| 2019   | Prey                                  | Toby Burns                            |                            |
| 2019   | We Summon the Darkness                | Kovacs                                |                            |
| 2020   | Shithouse                             | Sam                                   |                            |
| 2021   | Escape Room: Tournament of Champions  | Ben Miller                            |                            |